# Gurzgruber-Kreuz

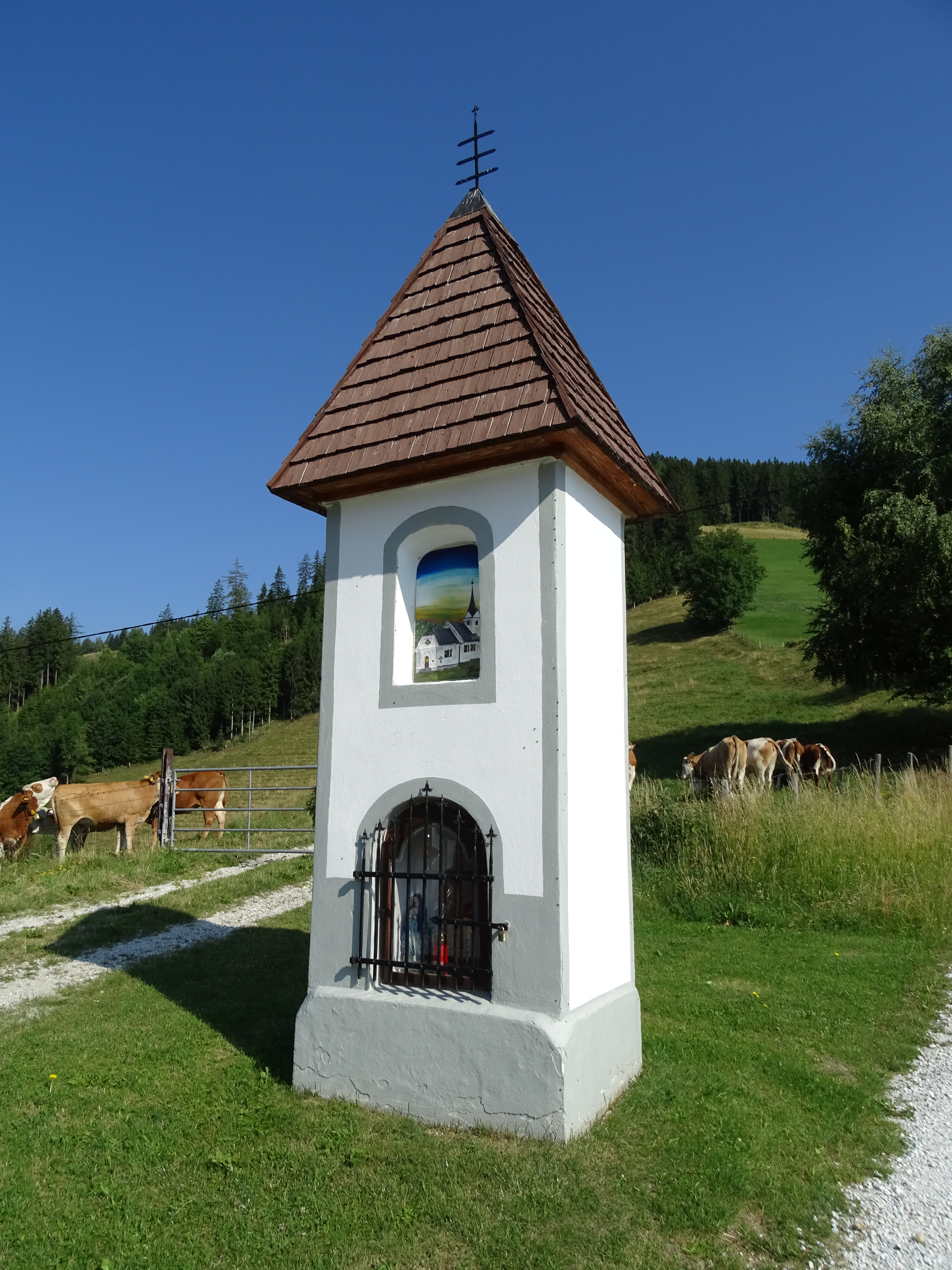
Das Gurzgruber-Kreuz im Juli 2021

Das Gurzgruber-Kreuz, auch Gurzgruberkreuz geschrieben, ist ein denkmalgeschützter Bildstock (Listeneintrag) in der Gemeinde Kainach bei Voitsberg in der Weststeiermark.

## Standort
Der Bildstock steht in der Ortschaft Hadergasse unweit der Grenze der beiden Gemeinden Kainach bei Voitsberg und Geistthal-Södingberg, in der Nähe der durch den Almgraben führenden Verbindungsstraße zwischen Geistthal und Gallmannsegg. Etwas westlich des Bildstockes befindet sich die zu Kainach bei Voitsberg gehörende Adresse Hadergasse 22 und etwas östlich die zu Geistthal-Södingberg gehörende Adresse Kleinalpe 35.

## Geschichte
Das Gurzgruber-Kreuz wurde um 1900 als Wegweiser für die Wallfahrer am Weg von Maria Lankowitz nach Sankt Pankrazen errichtet.

## Beschreibung
Das Gurzgruber-Kreuz ist ein Pfeilerbildstock mit einer Gesamthöhe von 3,0 Metern, einer Breite von 1,4 Metern sowie einer Tiefe von 1,1 Metern. Es hat einen rechteckigen Grundriss. Der Bildstock ist mit weißen Marmorsand und Weißzement verputzt. An der Vorderseite befindet sich direkt über dem Sockel die 0,9 Meter hohe, gewölbte Hauptnische. In der oberen Hälfte des Bildstockes befindet sich die Obernische, welche etwas schmäler und seichter als die Hauptnische ist. Die anderen drei Seiten des Bildstockes sind schmucklos und nicht gegliedert. Das Pyramidendach ist mit Holzschindeln gedeckt und trägt an der Spitze ein schmiedeeisernes Dreibalkenkreuz.
Die Hauptnische lässt sich mit einer kleinen holzgerahmten Glastür sowie mit einem vorgesetzten schmiedeeisernen Stabgitter verschließen. Sie beherbergt eine 15 Zentimeter hohe Statue aus Porzellan, welche auf beiden Seiten von je einer Pressglasvase mit einem aus Pappmaché gefertigten Blumenstrauß umrahmt wird. Die Obernische war ursprünglich mit Malereien versehen, welche sich nicht erhalten haben. Mittlerweile (Stand: Juli 2021) befindet sich ein Bild der Wallfahrtskirche Maria Schnee auf der Gleinalm in der Nische.